# Grand-Fougeray
 Grand-Fougeray  es una población y comuna francesa, situada en la región de Bretaña, departamento de Ille y Vilaine, en el distrito de Redon y cantón de Grand-Fougeray.

## Demografía
| 2311 | 2219 | 2008 | 2032 | 1995 | 1970 |
| Para los censos de 1962 a 1999 la población legal corresponde a la población sin duplicidades (Fuente: INSEE [Consultar]) |      |      |      |      |      |